# 勝田政治
勝田 政治（かつた まさはる、1952年 - ）は、日本の歴史学者。専門は日本近代史。国士舘大学文学部教授。

## 略歴
新潟県新津市（現新潟市）出身。1975年早稲田大学第一文学部日本史学科卒業。1985年早稲田大学大学院文学研究科日本史学専攻博士課程単位取得退学。国士舘大学教養部専任教員を経て、現職。2003年博士（文学）（早稲田大学）。大久保利通の研究では第一人者として知られ、NHKの番組等、メディアにも登場するなど、活躍している。

## 著書
- 『廃藩置県 「明治国家」が生まれた日』（講談社選書メチエ） 2000年、のち改題『廃藩置県 近代国家誕生の舞台裏』（角川ソフィア文庫） 2014年
- 『内務省と明治国家形成』（吉川弘文館） 2002年　ISBN　9784642037396。　オンデマンド版　2022年　ISBN　9784642737395
- 『〈政事家〉大久保利通 近代日本の設計者』（講談社選書メチエ） 2003年、のち角川ソフィア文庫 2015年
- 『小野梓と自由民権』（有志舎） 2010年
- 『大久保利通と東アジア 国家構想と外交戦略』（吉川弘文館、歴史文化ライブラリー） 2016年　ISBN　9784642058193
- 『明治国家と万国対峙 近代日本の形成』（角川学芸出版、角川選書） 2017年
- 『江戸三百藩の崩壊 版籍奉還と廃藩置県』（戎光祥出版、シリーズ実像に迫る） 2019年